# Carole Montillet
Carole Montillet-Carles (Grenoble, 7 de abril de 1973) es una deportista francesa que compitió en esquí alpino; campeona olímpica en Salt Lake City 2002.

## Trayectoria
Participó en tres Juegos Olímpicos de Invierno, entre los años 1998 y 2006, obteniendo una medalla de oro en Salt Lake City 2002, en la prueba de descenso, y el quinto lugar en Turín 2006 (supergigante).
Ganó una medalla de bronce en el Campeonato Mundial de Esquí Alpino de 2005, en la prueba de equipo mixto. En la Copa del Mundo consiguió ocho victorias y veinticinco podios en total.
Fue la abanderada de Francia en la ceremonia de apertura de los Juegos Olímpicos de Salt Lake City 2002.
También practicó el automovilismo, disputando rallies como la carrera femenina del Rallye des Gazelles, que ganó en seis ocasiones, o el Rally Dakar de 2007, no pudo participar en la edición siguiente por la suspensión del torneo. Además, fue comentadora deportiva para France TV.
En 2011 fue nombrada oficial de la Orden Nacional del Mérito.

## Palmarés internacional
| Juegos Olímpicos   | Juegos Olímpicos                | Juegos Olímpicos  | Juegos Olímpicos |
| Año                | Lugar                           | Medalla           | Prueba           |
| ------------------ | ------------------------------- | ----------------- | ---------------- |
| 2002               | Salt Lake City (Estados Unidos) | Medalla de oro    | Descenso         |
| Campeonato Mundial |                                 |                   |                  |
| Año                | Lugar                           | Medalla           | Prueba           |
| 2005               | Bormio (Italia)                 | Medalla de bronce | Equipo mixto     |

## Resultados

### Rally Dakar
| Año     | Categoría | Copiloto       | Vehículo | Posición | Etapas |
| ------- | --------- | -------------- | -------- | -------- | ------ |
| 2007    | Coches    | Mélanie Suchet | Nissan   | Ret.     | -      |
| Fuente: |           |                |          |          |        |